# کوستیبه
کوستیبه (به لاتین: Kostybe) یک منطقهٔ مسکونی در روسیه است که در استان آستراخان واقع شده‌است.